# Parité intervallique

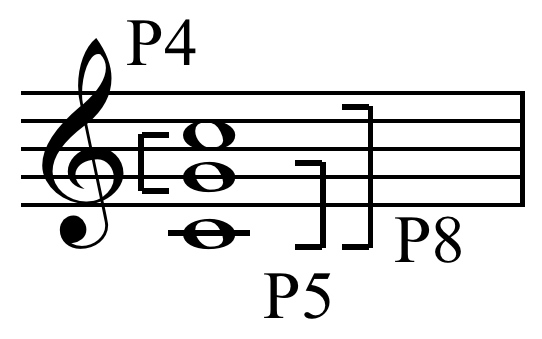
Exemple de parité intervallique : la somme des intervalles P4 et P5 est égale à l'octave P8

La parité intervallique est un terme musical désignant une paire d'intervalles dont la somme est égale à l'octave. On parle également d'intervalles complémentaires ou de renversements.
Exemples :
- une tierce majeure et une sixte mineure
- une seconde mineure et une septième majeure
- un quarte juste et une quinte juste.